# 13334 Tost
13334 Tost eller 1998 SX60 är en asteroid i huvudbältet som upptäcktes den 17 september 1998 av LONEOS vid Anderson Mesa Station. Den är uppkallad efter Wilfried Tost.
Asteroiden har en diameter på ungefär 5 kilometer och den tillhör asteroidgruppen Eos.